# 地花黄耆
地花黄耆（学名：Astragalus basiflorus）是豆科黄芪属的植物，是中国的特有植物。分布于中国大陆的青海、甘肃等地，生长于海拔2,300米的地区，一般生长在草原上，目前尚未由人工引种栽培。